# Paul Joseph McGinness
Paul Joseph »Ginty« McGinness, avstralski častnik, vojaški pilot in letalski as, * 4. februar 1896, Framlingham, Victoria, † 26. februar 1952, Perth.  	
Nadporočnik McGinness je v svoji vojaški karieri dosegel 7 zračnih zmag.

## Odlikovanja
- Distinguished Flying Cross (DFC)
- Distinguished Conduct Medal (DCM)